# Малко заешко кенгуру
Малкото заешко кенгуру (Lagorchestes asomatus) е изчезнал вид бозайник от семейство Кенгурови (Macropodidae).